# Olghina di Robilant
Olghina di Robilant, all'anagrafe Olga Nicolis di Robilant e di Cereaglio (Venezia, 3 novembre 1934 – Limido Comasco, 26 novembre 2021), è stata una giornalista e scrittrice italiana. Considerata una delle protagoniste della dolce vita, il suo bagno nella fontana di Trevi ispirò Federico Fellini per la celebre scena de La dolce vita.

## Biografia
Figlia del conte Carlo Nicolis di Robilant (primogenito dei cinque figli del conte Edmondo Nicolis di Robilant e di Valentina Mocenigo) e di Caroline Kent (americana di Ashville, Carolina del Nord), il bisnonno era il generale e ministro degli esteri Carlo Felice di Robilant. La coppia aveva già un figlio, Federico Nicolis di Robilant (1930-1968). Cresciuta a Venezia con residenza a Palazzo Mocenigo, nel settembre 1943 si trasferì a Roma con la famiglia (il padre era nella Resistenza come ufficiale dell'aeronautica militare e ufficiale di collegamento con gli alleati), dove rimase fino alla fine del conflitto mondiale. Nel 1945 intraprese un viaggio con la madre e il fratello negli Stati Uniti e al rientro nel 1946 si fermò in Portogallo presso la zia, sorella del padre, Olga Nicolis di Robilant, marchesa di Cadaval, che in quel periodo riceveva e ospitava a Sintra, nella villa “Bela Vista”, Umberto II di Savoia in esilio con la famiglia. Olghina conobbe così in modo informale la famiglia reale italiana, che avrebbe ritrovato al suo rientro in Portogallo negli anni successivi (esperienza che ha poi narrato in articoli e libri).
A 14 anni, nel 1948, venne iscritta alla scuola svizzera "La Combe", oggi integrata con l'Istituto Le Rosey, e, in seguito, al collegio Riante Rive, a Losanna, dove prese la maturità. Al rientro in Italia, seguì i corsi dell'Accademia d'Arte di Venezia, con il maestro Bruno Saetti. Nel 1950 moriva la nonna Valentina in Portogallo e poco dopo la cugina, anch'essa di nome Olga, figlia primogenita di Olga Cadaval. In quella data Olghina si trasferì in Portogallo presso la zia insieme a suo padre Carlo, il quale poco prima aveva lasciato Venezia essendosi separato dalla moglie ed avendo scelto a sua volta di vivere a Sintra. Il Portogallo rimase residenza fissa di Olghina di Robilant nell'arco di un decennio; tuttavia essa si spostava sovente a Roma dove, dal 1956, iniziò a lavorare occasionalmente nel mondo del cinema, con brevi assaggi di giornalismo ed altro, sempre però rientrando nella sede portoghese. Nel 1958 si trasferì definitivamente a Roma, diventando autonoma dalla famiglia e dedicandosi all'attività di giornalista pubblicista. In quello stesso anno, durante la sua festa di compleanno, ebbe luogo il famoso spogliarello di Aïché Nana al ristorante Rugantino di Trastevere: le foto di quell'evento della dolce vita romana, pubblicate su l'Espresso, fecero scandalo e non le favorirono i rapporti con la famiglia e nemmeno la carriera appena iniziata. Nel 1959 recita nel film Non perdiamo la testa, diretto da Mario Mattioli.
Incinta di 4 mesi si trasferì in Francia dove, in modo avventuroso, nacque nel 1959 la sua prima figlia, Paola, della quale non volle mai rivelare il nome del padre, che si è supposto essere Juan Carlos di Borbone.
Al rientro a Roma iniziò a collaborare con un quotidiano della sera e una rubrica di gossip anonimo (La contessa azzurra) e nel 1960 passò poi al settimanale Lo Specchio, con il quale collaborò per circa 10 anni spaziando come free-lance in molti e diversi settimanali, mensili e riviste specializzate italiane ma anche straniere come People e Esquire. Nel 1970 lasciò Lo Specchio e sottoscrisse un contratto con Momento Sera, nel quale curava la pagina La Capitale, collaborava sia alle pagine dedicate alle donne che a quelle sportive, si dedicava a lunghe inchieste di cronaca ed assunse in pratica il ruolo di capo-redattrice.
Nel mentre, si era sposata a Venezia nel 1966 con il pittore Antonello Aglioti, che seguiva sostenendone le mostre. Nel 1972 nacque la figlia Valentina; la nascita, però, coincise con la separazione dal marito. Iniziò quindi a collaborare con Il Giornale d'Italia negli anni settanta, e con molti giornali diversi, anche sportivi, racimolando interviste e ottenendo rubriche d’opinione. Negli anni ottanta scrisse circa undici piccoli libri di letteratura rosa, firmandoli con pseudonimi, e nel 1985 firmò col suo nome il suo primo romanzo con la casa editrice Arnoldo Mondadori Editore, Alvise e Alessandra. Nel 1991 uscì il libro autobiografico Sangue Blu, sempre per Mondadori, e negli anni successivi due libri con la casa editrice Mursia: Nobiltà e Snob. Dal 2001 al 2006 ha collaborato con il sito internet Dagospia, curando la rubrica L'occhio di Olghina. Da anni non viveva più a Roma ma in Toscana, e dal 2006 curava il suo blog personale Olgopinions.

## Opere
- Alvise e Alessandra, Milano, Mondadori, 1985[22]
- Sangue blu, Milano, Mondadori, 1991[23]
- Nobiltà, Milano, Mursia, 2004[24]
- Snob, Milano, Mursia, 2007[25]